# 1904년 하계 올림픽 복싱 남자 71.67kg이상급
1904년 하계 올림픽 복싱 남자 71.67kg이상급은 미국 세인트루이스에서 개최된 1904년 하계 올림픽 복싱의 세부 종목이다. 9월 21일부터 22일까지 1개국에서 3명의 선수가 참가하였다. 몸무게가 158lb(71.7kg) 이상인 선수가 참가하는 종목이다. 9월 21일에 준결승 경기가 진행되었고, 9월 22일에 결승 경기가 진행되었다.

## 경기장
| 도시         | 경기장                                | 원어명                                                        | 비고    |
| ------------ | ------------------------------------- | ------------------------------------------------------------- | ------- |
| 세인트루이스 | 워싱턴 대학교 세인트루이스 문화체육관 | Washington University in St. Louis Physical Culture Gymnasium | 전 경기 |

## 경기 결과
|  | 준결승 9월 21일       | 준결승 9월 21일       | 준결승 9월 21일 |  |  | 결승 9월 22일     | 결승 9월 22일     | 결승 9월 22일 |  |
|  |                       |                       |                 |  |  |                   |                   |               |  |
|  | 사무엘 버거 (USA)     | 사무엘 버거 (USA)     | KO3             |  |  |                   |                   |               |  |
|  | 윌리엄 마이클스 (USA) | 윌리엄 마이클스 (USA) | L               |  |  | 사무엘 버거 (USA) | 사무엘 버거 (USA) | W             |  |
|  |                       |                       |                 |  |  | 찰스 메이어 (USA) | 찰스 메이어 (USA) | L             |  |

## 메달리스트
| 종목   | 금                 | 은                 | 동                     |
| ------ | ------------------ | ------------------ | ---------------------- |
| 헤비급 | 사무엘 버거 · 미국 | 찰스 메이어 · 미국 | 윌리엄 마이클스 · 미국 |

## 참고 문헌
- 국제 올림픽 위원회 - 1904년 하계 올림픽 복싱 경기 결과 (영어)
- (영어) George Seymour Lyon - Olympic Individual gold medal winner 1904
- (폴란드어) Pawel, Wudarski (1999). “Wyniki Igrzysk Olimpijskich”. 2008년 10월 14일에 원본 문서에서 보존된 문서. 2006년 12월 17일에 확인함.
- (영어) “Boxing at the 1904 St. Louis Summer Games: Men's Heavyweight”. sports-reference.com. 2008년 8월 26일에 원본 문서에서 보존된 문서. 2010년 8월 2일에 확인함.